# Earias brevipennis
Earias brevipennis är en fjärilsart som beskrevs av W. Warren 1916. Earias brevipennis ingår i släktet Earias och familjen trågspinnare. Inga underarter finns listade i Catalogue of Life.